# Johann Friedrich Ernst Benda
Johann Friedrich Ernst Benda, també Ernst Friedrich Johann Benda, Ernst Benda (Berlín, 10 d'octubre, 1749 - Idem. 24 de febrer, 1785), va ser un músic de cambra i compositor alemany. Provenia de la família de músics Benda.

## Biografia
Johann Friedrich Ernst Benda era el fill gran del músic de la cort i director de banda Joseph Benda. Va rebre classes de piano i violí i, als 17 anys, es va convertir en membre de l'orquestra de la cort reial de Frederic el Gran. El 1770, juntament amb el violista Carl Ludwig Bachmann, va fundar els anomenats concerts romàntics, dels quals va ser director fins al 1785. Aquests sempre tenien lloc a la Corsicaisches Saale davant del castell de Monbijou (avui Oranienburger Straße) i eren predominantment esdeveniments de subscripció amb orquestra i cor propis. Per exemple, Johann Friedrich Reichardt, la seva dona posterior Juliane i Minna Brandes (filla de l'actor i poeta Johann Christian Brandes) van aparèixer com a solistes.
Dels tres fills de Johann Friedrich, Johann Wilhelm Otto Gottlieb Benda (1775–1832), inspector criminal i alcalde de Landshut (Silesia), es va fer un nom com a traductor i escriptor.

## Treballs
- Minuetto per il Cembalo con Variazioni de Frederico Ernst Benda, F-Dur, publicat per Breitkopf el 1768
- Concerto G-Dur für Violine und Streicher (segons MGG)